# Parry Sound (ancienne circonscription fédérale)
Pour les articles homonymes, voir Parry Sound.
Parry Sound fut une circonscription électorale fédérale de l'Ontario, représentée de 1904 à 1949.
La circonscription de Parry Sound a été créée en 1903 avec des parties de Muskoka et Parry Sound. Abolie en 1947, elle fut incorporée à Parry Sound—Muskoka.

## Géographie
En 1904, la circonscription de Parry Sound comprenait:
- Le territoire du district de Parry Sound

En 1933, elle fut agrandie d'une partie du territoire du district de Nipissing avec les cantons de Ballantyne, Wilkes, Pentland, Boyd, Paxton, Biggar, Osler, Lister, Butt, Devine, Bishop, Freswick, McCraney, Hunter, McLaughlin, Finlayson, Peck, Canisbay et Sproule.

## Députés
1. 1904-1908 — Robert James Watson, PLC
2. 1908-1935 — James Arthurs, CON
3. 1935-1945 — Arthur G. Slaght, PLC
4. 1945-1949 — Bucko McDonald, PLC

- CON = Parti conservateur du Canada (ancien)
- PLC = Parti libéral du Canada